# Abubilla
Abubilla és el nom d'una escultura urbana, obra de l'artista valencià Ramón de Soto, que es troba a Alacant (País Valencià). Està situada al barri de Bonavista de la Creu, a la rotonda que enllaça l'avinguda de Dénia amb la Via Parc.
Va ser instal·lada al setembre de 2008, per encàrrec de la Conselleria d'Infraestructures i Transport de la Generalitat Valenciana, mitjançant un procediment negociat sense publicitat, amb un pressupost de 524.616 euros. Es tractar d'una escultura de 12 metres d'altura, d'acer patinable, que representa una puput.